# Мгачи
Мга́чи — село (с 1938 по 2005 г. — поселок городского типа) в Александровск-Сахалинском районе Сахалинской области России, в 31 км от районного центра, на берегу Татарского пролива.

## История
Село основано в 1883 году и называлось Мграч, что в толковом словаре В. И. Даля определяется как «мгла, сырой туман».
С 1907 по 1998 год в селе действовала крупная угольная шахта. 
До прихода русских, это селение было стойбищем аборигенов нивхов. Впоследствии их выдавили в более северные районы острова. Как шахтёрский посёлок, Мгачи появился 1832 году. Русские и французские моряки, скитаясь по Сахалину в поисках золота и нефти, наткнулись на чёрные, как смоль, горы. Путешественники зажгли осколок чёрного камня. Он разгорелся, освещая бухту. Так были обнаружены открытые залежи высококачественного угля. Его добыча заключенными царской каторги началась примерно в 1850 году.
Подворная опись исповедной книги 1890 год: «Мгачи. Жителей 38 человек: 20 мужчин и 18 женщин. Хозяев 14. Семейно живут 13, но законных семей только 2. Пахотной земли все имеют 12 десятин, но вот уже три года как не сеют зерновых и пускают всю землю под картофель. 11 хозяев сидят на участке с самого основания селения, и 5 из них имеют крестьянское звание. Есть хорошие заработки, чем и объясняется, что крестьяне не спешат на материк. 7 человек занимаются каюрством, то есть держат собак, на которых в зимнее время возят почту и пассажиров. Один занимается охотой, как промыслом. Что касается рыбных ловель, то их нет совсем.»
В 1938 году населённому пункту был присвоен статус рабочего посёлка. В нём насчитывалось 3354 жителя, главным образом из приезжих: рабочих — шахтеров, строителей, инженеров, транспортников, конторщиков. В документах отмечалось: «Населенный пункт Мгачи до сего времени числится как сельский, несмотря на то, что в нём нет сельскохозяйственного населения, а все самодеятельное население занято в каменноугольной промышленности, водном транспорте, в торговых и государственных учреждениях. Жилые помещения были невелики, при том, что их число постоянно увеличивалось. На одного человека приходилось около 4 кв. метров. Многие квартиры были не для жизни, а приспособлениями для ночевки. Люди жили даже на чердаках. Согревались обычными кирпичными печками, а нередко металлическими печами-бочками. Никаких коммунальных условий квартиры не имели. До середины 1960-х годов люди обеспечивали себя водою из колодцев, которые зимой замерзали. Водой из ручья пользоваться было невозможно из-за загрязнения.»
Длительное время в районный центр можно было добраться только летом по берегу пролива во время отливов, а зимой — по прибрежным льдам: пешком, на собаках, лошади, позднее на автомобиле. Был ещё одни летний путь — морем, на случайных небольших морских катерах. Строительство автодороги началось в 1961 году, но только в 1977 году добралась до Мгачи. Строилась она хозяйственным способом, то есть вне плана, без всякого финансирования. Мгачи — это практически одна большая улица в 6 километров от моря вглубь острова. В 1959 году проживало 6561 человек. В 2000 году осталось менее 2000 жителей, в 2010 году — 1031, в 2013 году — 822.

Мгачи в годы ВОВ
Почти тысяча мгачинцев воевала на фронтах Великой Отечественной войны. В массовом порядке на шахтах трудились и женщины, и подростки, и старики. На шахте Мгачи, как и большинстве шахт всего Сахалина, развернулось движение двухсотников — шахтеров, бравших обязательства работать за двоих, за троих. Несмотря на тяготы, мгачинцы помогали фронту всем, чем могли. Так, например, в 1943 году жители рабочего поселка собрали 30 000 рублей на строительство танка «Мгачинский шахтер на Сахалине» для Второго Украинского фронта. Вместе с вернувшимися с фронта в поселке появились репатрианты, люди по каким либо причинам, побывавшие в фашистском плену. Вернувшись на Родину, они оказались в положении подозреваемых, были отправлены в ссылку, на спецпоселение в отдаленные места.

Шахта Мгачи
В 1892 году «И. О. Маковский и Ко» занялись разработка угля во Мгачах. 1900 году на руднике работали около 200 человек из числа ссыльнопоселенцев, а также корейцы и китайцы. Труд был тяжелым, ручным. В 1905 году, в период первой японской оккупации Северного Сахалина разработки прекратились.
В период второй японской оккупации Северного Сахалина японцы сдали Мгачинское угольное месторождение в аренду известной на Дальнем востоке частной торгово-промышленной фирме «Кунст и Альберс». В 1922 году она начала добычу угля. Для его отгрузки была сооружена узкоколейная железная дорога протяженностью 1,6 км, а на берегу у моря пристань длиной 170 м.
Новая шахта была открыта в 1933 году в результате длительных разведочных, и подготовительных горных и поверхностных работ. В последующие годы счет пошел на десятки тысяч тонн угля, хотя было немало проблем с организацией добычи и транспортировки угля, а приемлемые условия для жизни людей создавались крайне медленно. Появились первые отбойные молотки и врубовая машина. Однако вывозка угля продолжала оставаться конной. Профессия коногона считалась одной из основных.
В 1950-80 годы производственная мощность шахты — 330 тыс. тон в год. В 1997 году в период первомайских праздников водоотлив был упущен, началось затопление шахты, предотвратить которое не удалось ввиду отсутствия у «Сахалинугля» денег. Шахта была ликвидирована в 1998 году.

## Население
| 1937 | 1959  | 1970  | 1979  | 1989  | 2002  | 2010  |
| ---- | ----- | ----- | ----- | ----- | ----- | ----- |
| 2000 | ↗6561 | ↘4656 | ↘4168 | ↘3699 | ↘1734 | ↘1034 |
| 2013 | 2021  |       |       |       |       |       |
| ↘822 | ↘634  |       |       |       |       |       |

По переписи 2002 года население — 1734 человека (836 мужчин, 898 женщин).

## Известные жители, уроженцы
24 июня 1968 года в посёлке городского типа Мгачи  родилась Елена Геннадьевна Грешнякова, российский политик, член Совета Федерации (с 2018 года). 